# Mongol hadjárat Hvárezm ellen
A mongol hadjárat Hvárezm ellen 1219-ben kezdődött és 1221-ig, a Hvárezmi Birodalom teljes meghódításáig tartott. A hadjárat volt a mongolok első nyugati támadása a közép-ázsiai iszlám államok ellen, amelyek hamarosan mind mongol fennhatóság alá kerültek.
Kezdetben a mongol uralkodó, Dzsingisz kán nem tervezte Hvárezm meghódítását és követeket is küldött Alá ad-Dín Mohamed hvárezmi sahhoz, akit egyenlőként üdvözölt: „én a felkelő napot uralom, te a lenyugvó napot.” A mongolok akkoriban a sztyeppei (mongol és türk eredetű) népek egyesítésével és a Kína elleni támadásokkal voltak elfoglalva. Ezek a hadjáratok aránylag kevés vérontással jártak.
1218-ban került sor az otrari incidensre: a Szir-darja folyó partján fekvő városban, Otrarban, a hvárezmi helyőrség kifosztott és lemészárolt egy 4-500 tagú mongol karavánt. Mohamed sah még Dzsingisz kán követelése ellenére sem adott elégtételt, és ekkor indult meg a mongol haderő. A Hvárezmi Birodalom elleni kétéves hadjárat a birodalom teljes vereségét, haderőinek megsemmisülését és a polgári lakosság korábban ismeretlen mértékű lemészárolását hozta. A hadjárat alapozta meg a mongolok félelmetes hírnevét, és a többi közép-ázsiai iszlám állam elleni hadjárat során is tanúbizonyságát adták vérszomjuknak.
A Hvárezm elleni hadjárat több szempontból is jelentős: egyrészt a mongolok ekkor alkalmaztak először ostromgépeket, ami megkönnyítette az erődített városok ostromát; másrészt ekkor mutatkozott meg először az a kivételesen kegyetlen harcmodor, amely a mongolokat később oly hírhedtté tette; harmadrészt pedig ekkor került a Mongol Birodalom először a nyugati világ látóterébe.

## Előzmények
Az ujgurok és karlukok meghódításával a Karakitaj Birodalom a mongolok közvetlen szomszédságába került. Ekkor a karakitaj államban olyan belpolitikai fordulat történet, amely felkeltette Dzsingisz kán figyelmét. Korábban, még a törzsi háborúk korában a legyőzött merkitek és a najmanok egy része nyugatra menekült az ujgurokhoz, kipcsakokhoz és a karakitajokhoz. Az utolsó, Dzsingisz által legyőzött najman kán fia, Kücslüg a karakitajoknál talált menedékre. Az ügyes fiatalember hamarosan a karakitaj uralkodó kegyeibe férkőzött, feleségül vette a lányát, majd 1211-ben gyakorlatilag az ő kezébe került az ország irányítása (1213-tól törvényesen is ő lett a karakitajok uralkodója). Az energikus Kücslüg rövid időre újjászervezte a birodalmat, s sikeres hódításokba kezdett, legyőzve az őt megtámadó Mohamed sah seregeit is, 1213-14-ben a Tarim-medencét is elfoglalta.
Dzsingisz kánnak természetesen nem volt az ínyére, hogy egy szomszédos birodalomban ellenségének tehetséges gyermeke uralkodik, ráadásul a karakitaj birodalmon túl fekvő gazdag Hvárezmi Birodalom is felkeltette az érdeklődését (amellyel korábban már diplomáciai kapcsolatokat létesített és élénk kereskedelem bontakozott ki). Kücslüg ellen egyik legtehetségesebb vezérét, Dzsebét küldte, aki 1218-ra Kücslügöt megölte, a Karakitaj Birodalom területét és egész Kelet-Turkesztánt a mongol birodalomhoz csatolta. E hadjárat arról nevezetes, hogy a legyőzött karakitajokkal a mongolok meglepően enyhén bántak. Ennek valószínűleg egyrészt a rokonság, másrészt pedig az az oka, hogy a mongoloknak szükségük volt a jól képzett, magas műveltségű kitaj szakemberekre.
A karakitaj birodalom elfoglalásával Hvárezm és a Mongol Birodalom szomszédos államokká lettek. Alá ad-Dín Mohamed sahnak ebben az időben a bagdadi kalifával gyűlt meg a baja, mivel megtagadta, hogy elismerje fennhatóságát. Ekkor jelentek meg a mongolok országa keleti határvidékén, bár ebben az időben Dzsingisz kán nem volt még érdekelt Hvárezm meghódításában.
A sah gyanakodva fogadta Dzsingisz kán közeledését és követei, akiket a kán udvarába küldött, eltúlzott beszámolókat írtak a mongolok kegyetlenségéről, akik éppen a kínai Csin-dinasztia ellen harcoltak. Ráadásul a bagdadi kalifa, An-Nászir, megpróbált konfliktust szítani a mongolok és Hvarezm között. Dzsingisz kánt azonban nem érdekelte a szövetség a kalifával, amely fennhatóságát hirdette a muszlimok felett, és amúgy is kereskedelmi kapcsolatokat akart kiépíteni Hvarezmmel. Hvárezm uralkodója azonban az alkalmat kereste, hogy Mongóliával háborúba keveredjék. Mohamed nagy terveket szövögetett, Kínát szerette volna meghódítani, ám Dzsingisz megelőzte (vagy pedig csak a Karakitaj Birodalom bekebelezése volt a célja, ám azt is a mongolok foglalták el). Viszont ez lehetőséget is adott a számára, mert ha Dzsingiszt legyőzi, úgy Kína és a karakitaj területek is az övéi lesz, s akkor hatalmasabb birodalmat alapíthatna.

### Az otrari incidens
Dzsingisz kán 1218 körül 4-500 fős karavánt küldött a sah udvarába. Azonban a karavánt Otrar város kormányzója, Inalchuq, feltartóztatta, mondván, hogy a karaván tagjai kémek és Hvarezm elleni összeesküvéssel vádolta őket. Ez azonban feltehetően nem volt igaz, mivel a mongol források szerint Dzsingisz szándékai ekkor még békések voltak. Dzsingisz ekkor háromtagú követséget küldött a sahhoz (két mongolt és egy muszlimot), akik a karaván tagjainak szabadon bocsátását és kártérítést követeltek. Mohamed sah a két mongolt fejét leborotváltatta, a muszlimot pedig lefejeztette, mielőtt mindhármukat visszaküldte a kánhoz és megparancsolta a karaván tagjainak kivégzését. Ezt követően Dzsingisz elrendelte Hvarezm megtámadását és 1219-ben a mongol sereg átkelt a Tien-san hegységen és bevonult Hvarezm területére.

## A hadjárat kezdete

### A mongol haderő

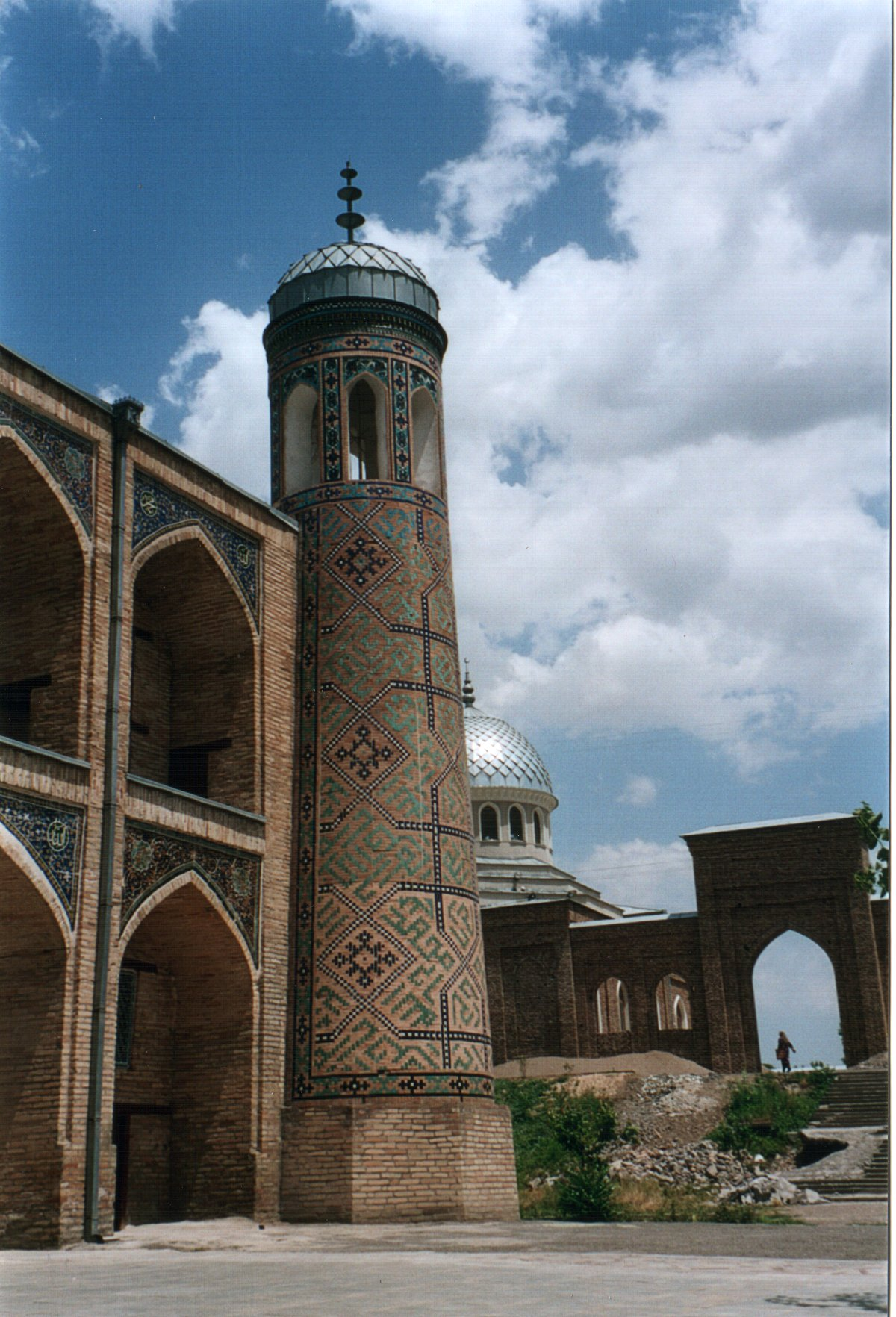
A Kukaldash medresze minaretje Taskentben

A selyemúton utazó kereskedők beszámolóira támaszkodva a mongolok viszonylag pontosan ismerték a hvarezmi birodalmat és hadseregét. Ennek megfelelően Dzsingisz kán félelmetes lovasíjászai támogatására segédcsapatokat küldött. Ezek között voltak, a kínai hadjárat tapasztalatai alapján, az ostromgépek: faltörő kosok, kőhajítógépek (trebuchet), számszeríjra hasonlító hajítógép (ballista) és lőpor is. A haderőt kiegészítették Kínából és máshonnan verbuvált különleges csapatok: az ostromgépek kezelői, hadmérnökök, hídépítők, orvosok stb. A mongol sereg méretére vonatkozóan a legalacsonyabb becslés kb. 90 000 főt ad meg, a legnagyobb pedig 250 000 fővel számolt, mely mongol, karakitáj, valamint észak-ázsiai és egyéb harcosokból tevődött össze.
A hadjárat során alkalmazták a mongolok a később széles körben alkalmazott közvetett támadást: Dzsingisz egy kisebb mongol sereget csak a sah felkutatására küldött és a sahnak, akinek elvileg jóval nagyobb birodalma és serege volt, saját területén kellett életét féltve menekülnie.

### A sah hadereje
Mohamed sah teljes haderejét kb. 400 000 főre becsülték, amely azonban nem egyesült, hanem a birodalom városaiban, helyőrségként állomásozott. Ennek egyik oka, hogy a sah attól tartott, hogy ha egyesíti seregeit egy tábornok irányítása alatt, akkor utóbbi könnyen ellene fordulhat és elfoglalja a trónt. Emellett a Kínába küldött követeitől úgy értesült, hogy a mongolok nem értenek az ostromokhoz, a megerősített várak és városok elleni hadviseléshez, ezért nyílt csata helyett helyőrségei védelmére helyezte a hangsúlyt. A hatalmas hvárezmi sereg türk, perzsa, arab, és más közép-ázsiai harcosok sokaságából állt, melyek a hatalmas birodalmat alkották.

### Mongol támadások 1219-ben
A Tien-san hegységen való átkelés után Dzsingisz kán két részre osztotta seregét. Dzsocsi vezetésével kb. 25 000-30 000 fő délre vonult és megakadályozta, hogy a sah seregei észak irányban támadjanak és visszaszorítsák a mongolokat a hegyekbe. Eközben a mongol fősereg Dzsingisz személyes vezetése alatt Otrar városa ellen vonult, amelyet 1219. őszére értek el. A mongolok közel öt hónapig ostromolták a várost, mielőtt sikerült áttörni a falakon. A citadella még egy hónapig ellenállt Inalchuq vezetésével, aki állítólag felmászott a tetőre és cserepeket hajigált a betörő mongol katonákra. Ennek ellenére elfogták és Dzsingisz parancsra kivégezték: állítólag olvadt aranyat vagy ezüstöt öntöttek le a torkán. A város lakosságát a mongolok részben legyilkolták, részben rabszolgaságba vetették. Elsősorban a kézműveseket és mesterembereket kímélték meg, akik áttelepítettek Mongóliába, hogy ott hasznosítsák tudásukat.

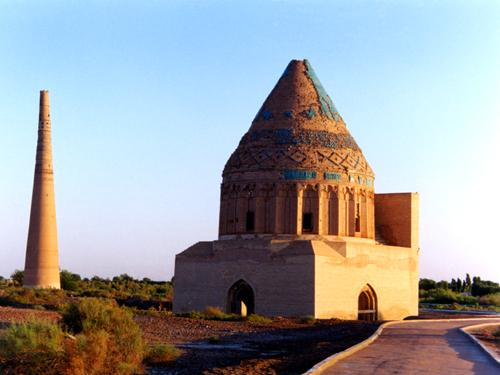
Mohamed palotájának romjai Urgencs-ben.

## Buhara, Szamarkand és Urgencs ostroma

### Buharaelfoglalása

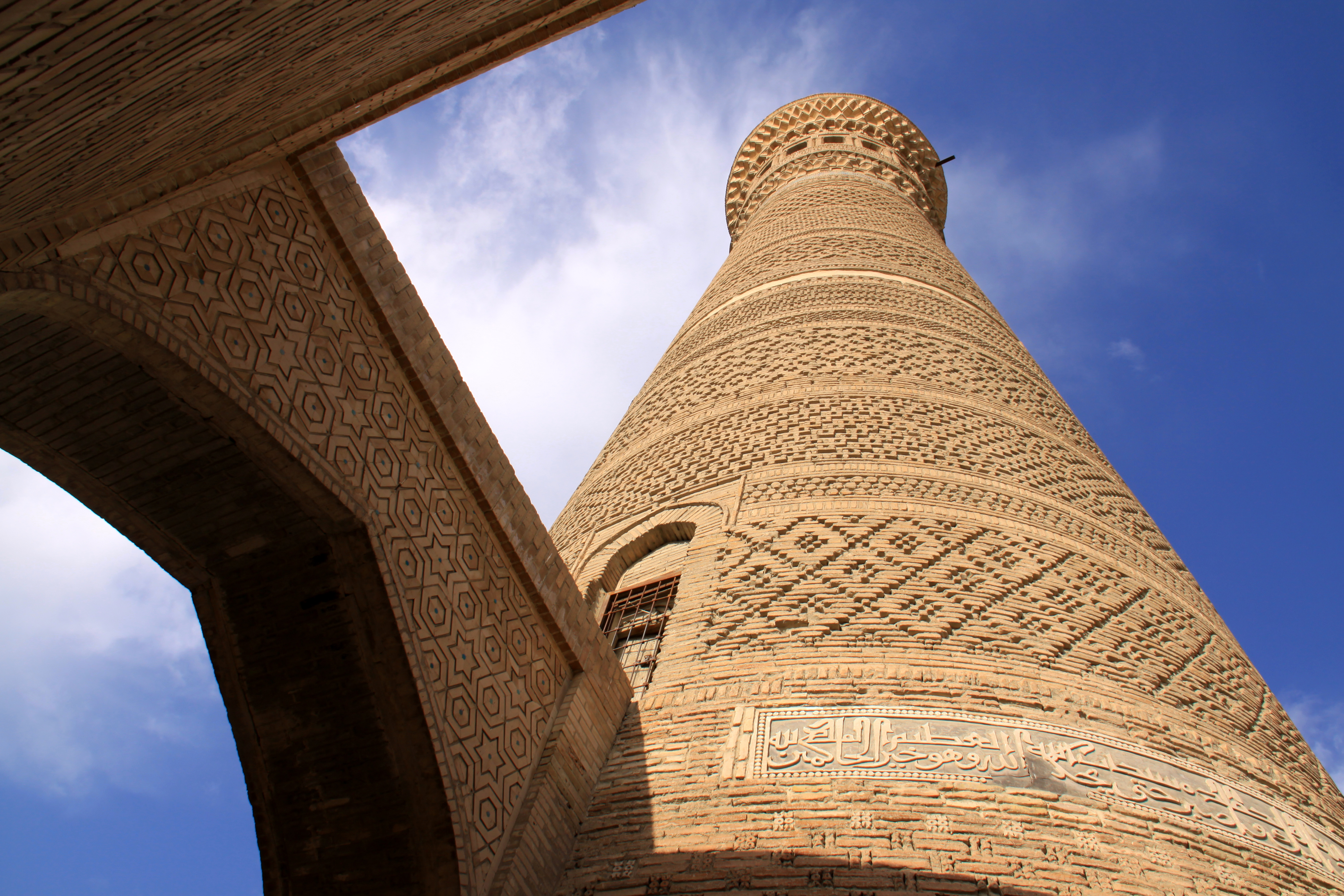
Mecset Buharában

Otrar elfoglalása után Dzsingisz kán Dzsebét egy kisebb sereg élén délre küldte, hogy megakadályozza a sah menekülését. Dzsengisz és Tolui kán 50 000 fő élén megkerülték Szamarkandot és az attól nyugatra fekvő Buharát vették ostrom alá. Ehhez előbb át kellett kelniük a Kizil-kum sivatagon, amit oázisról oázisra vándorolva, a fogságba ejtett nomádok segítségével tettek meg. Ez a haditettük annyira egyedülálló volt, hogy a mongolok úgy érkeztek Buhara alá, hogy a város lényegében semmilyen hírt nem kapott a közeledő mongolokról – a hadtörténelemben is egyedülállóan sikeres volt a meglepetésszerű támadás.
Buhara nem rendelkezett kiterjedt erődítményekkel, a várost csak egy fal és egy vizesárok védte, illetve egy citadellában szállt meg a helyőrség, amely főleg török származású katonákból állt, török parancsnok vezetése alatt. A helyőrség egy része, kb. 20 000 fő az ostrom harmadik napján kitörést kísérelt meg, de a mongolok nyílt csatában megsemmisítették ezt a sereget. A város vezetői ekkor megnyitották Buhara kapuit a mongolok előtt, akik 12 nap után elfoglalták a citadellát is. Szokásukhoz híven az ellenállókat kivégezték, a fiatal férfiakat besorozták a mongol seregbe, a kézműveseket és művészeket Mongóliába küldték, mindenki mást rabságba vetettek. Míg a mongol harcosok kirabolták a várost, valahol tűz ütött ki, amely hamarosan a földdel tette egyenlővé Buhara nagy részét. Dzsingisz kán a túlélőket a városi mecsetbe rendelte, ahol kijelentette nekik, hogy ő Isten ostora, aki megtorolja rajtuk bűneiket.

„A legenda szerint, amikor Dzsingisz Kán bevonult az elfoglalt Buharába és felnézett a hatalmas toronyra, leesett a sapkája. Lehajolt érte és azt mondta: Ha meg kellett hajolnom a város előtt, nem pusztítom el.”

### Szamarkandelfoglalása
Buhara után Dzsingisz kán Hvárezm fővárosa, a sah székhelye, Szamarkand ellen vonult, 1220. márciusban érkezett a város alá. Ezt a várost azonban lényegesen jobban megerősítették, mint Buharát és összesen 100 000 fő védte falait. Az ostrom megkezdése után Dzsingiszhez csatlakoztak fiai, Ögödej és Csagatáj kán. Az egyesült mongol seregek támadást indítottak a város ellen, amelyben a hadifoglyokat használták elő pajzsként. Az ostrom harmadik napján a helyőrség kitörést hajtott végre, mire a mongolok színleg visszavonultak. Mintegy 50 000 fő követte őket, akiket Dzsingisz nyílt csatában megsemmisített. Mohamed sah kétszer is megpróbálta felmenteni a várost, de mindkétszer visszaverték seregét. Az ostrom ötödik napján 2000 katona kivételével megadta magát a helyőrség, a maradék, a sah legelszántabb hívei, a citadellába húzódtak vissza. Miután ezt is elfoglalták a mongolok, Dzsingisz minden fogságba esett katonát kivégeztetett, míg a város lakosságának megparancsolta, hogy a városon kívüli síkságon gyülekezzenek. Ott mindenkit legyilkoltatott és levágott fejeiket halomba rakatta a mongol győzelem emlékére.
Szamarkand eleste után Dzsingisz megbízta két vezérét, Szubotájt és Dzsebét, hogy kutassák fel és öljék meg a sahot. Mohamed leghűségesebb katonái és fia, Dzsalál ad-Dín kíséretében a Kaszpi-tenger egyik szigetére menekült, ahol 1220 decemberében meghalt. Halálát a legtöbb kutató tüdőgyulladásnak tulajdonítja.

### Urgencselfoglalása
A birodalom egyik leggazdagabb kereskedővárosa, Urgencs továbbra is hvárezmi uralom alatt volt. Urgencset a sah anyja uralta, aki elmenekült, miután fia haláláról értesült, de a mongolok elfogták és Mongóliába küldték. Kumár Tegin, Muhammad egyik vezére ekkor Urgencs szultánjává kiáltotta ki magát. A város ellen két irányból támadtak a mongolok: Dzsocsi északról, míg Dzsingisz, Ögödej és Csagatáj délről kerítették be.
Urgencs ostroma bizonyult a Hvárezm elleni hadjárat legnehezebb mozzanatának. A várost ugyanis az Amu-darja folyó mentén, mocsaras területre építették. A mocsaras, süppedős területen nem lehetett a nehéz ostromgépeket mozgatni, és hiány volt a kőhajítókhoz való lövedékekben is. A mongolok, a védők elkeseredett ellenállása ellenére, apránként elfoglalták a várost, de szinte házról házra kellett azt elfoglalni. Ennek megfelelően szokatlanul magas veszteségeket szenvedtek az ostrom során.
Urgencs elfoglalását nehezítette, hogy Dzsingisz és legidősebb fia, Dzsocsi között feszültség támadt. Dzsocsi anyja ugyanaz volt, aki a kán másik három „törvényes” utódának: Börte, Dejszecsen lánya. Azonban Börtét még Dzsingisz uralkodásának kezdeti időszakában elrabolták és megerőszakolták, rá kilenc hónapra született Dzsocsi, akinek származását mindig is megkérdőjelezték. Dzsingisz ennek ellenére fiaként ismerte el, mivel ha kitaszítja, akkor Börtétől is el kellett volna válnia. A kán Dzsocsinak ígérte a várost, miután elfoglalták és Dzsocsi tárgyalásokat kezdeményezett a védőkkel, hogy minél kevesebb pusztítás érje a gazdag kereskedővárost.
A tárgyalások azonban felmérgesítették Csagatájt és Dzsingisz, hogy elejét vegye a testvérek közötti rivalizálásnak, Ögödejt nevezte ki az ostromló sereg parancsnokának. Miután a város elesett, a mongolok kifosztották és felégették a várost, ami felmérgesítette Dzsocsit, aki ezt követően elhidegült apjától és bátyjaitól. A mongol szokásnak megfelelően a túlélők közül a kézműveseket Mongóliába küldték, a fiatal nőket és gyerekeket a mongol katonák kapták rabszolgaként, míg a lakosság maradékát lemészárolták. Ata-Malik Dzsuvajni perzsa történetíró szerint 50 000 mongol katonát bíztak meg azzal, hogy fejenként 24 urgencsi lakost öljenek meg, ami 1,2 millióra teszi a polgári áldozatok számát. Bár ez feltehetően jelentős túlzás, az Urgencs elfoglalását követő mészárlás feltehetően a mongol hódítások egyik legvéresebb epizódja.

## Hadjárat Khoraszánban
Urgencs ostroma alatt Dzsingisz legfiatalabb fiát, Tolujt seregével nyugatra, Khoraszán tartomány ellen küldte. A hadjárat kezdetén a tartományon már átvonultak Dzsebe és Szübőtek seregei, akik a sahot keresték. Azonban a nagyvárosok továbbra is hvarezmi uralom alatt maradtak és a vidéken is állandó felkelések voltak az itt állomásozó mongol erők ellen. Ráadásul azt rebesgették, hogy a sah fia, Dzsalál ad-Dín sereget gyűjtött és visszatért Khoraszánba.
Toluj serege kb. 50 000 fő lehetett, akik közül kb. 7000 lehetett mongol harcos, míg a többi feltehetően török, kínai vagy más meghódított népből toborzott segédcsapat volt. A hadsereggel tartott még 3000, gyújtónyilakat kilövő ostromgép, 300 katapult és 700 mangonel (amelyek gyúlékony folyadékkal teli edényeket lőttek ki), 4000 ostromlétra és 2500 homokzsák a városok falai előtt ásott árkok feltöltésére. Toluj serege előbb Termez, majd Balh városokat foglalta el. Ezután Khoraszán legjelentősebb települése, Merv városa ellen fordultak.
Merv helyőrsége azonban csak 12 000 fő volt, és a várost ellepték Khoraszán keleti részéből érkező menekültek, vagyis sokáig nem tudtak kitartani. Toluj hat napig ostromolta a falakat, és a hetedik napon általános támadást indított. A helyőrség ezt visszaverte, majd kirohantak a mongolok ellen, azonban sikertelen volt ez a támadás. A következő napon a város kormányzója megadta magát Tolujnak, aki megígérte, hogy megkíméli a polgári lakosságot. Miután azonban elfoglalta Mervet, Toluj megszegte szavát és mindenkit lemészárolt.
Ezt követően Toluj nyugatnak fordult és megtámadta Nisápur, majd Herát városokat. Nisápur háromnapos ostrom után elesett, és, mivel az ostrom során meghalt Tokücsár, Dzsingisz egyik sógora, bosszúból Toluj a város falain belül minden élőlényt – embereket, kutyákat, macskákat, háziállítokat – lemészároltatott. Herát lakói ellenállás nélkül adták meg magukat, és Toluj ezt a várost megkímélte. A következő mészárlás helyszíne Bámiján volt, ahol a védők ellenállása következtében életét vesztette Dzsingisz egyik unokája. Toos és Mashad elfoglalása után, 1221 tavaszán Toluj helyőrségeket hátrahagyva keletre vonult, hogy csatlakozzon a mongol főerőkhöz.

## A hadjárat befejezése
A khoraszáni hadjárat és a tartomány meghódítása után a hvárezmi ellenállás lényegében összeomlott. Mohamed sah fia, Dzsalál ad-Dín délen, a mai Afganisztán területén kezdte összevonni a maradék seregeket, ezért Dzsingisz kán seregeket küldött ellene. 1221. tavaszán a két hadsereg Parwan város mellett találkozott, ahol a mongolok megszégyenítő vereséget szenvedtek. A feldühödött Dzsingisz kán személyesen vezette a mongol fősereget Dzsalál ad-Dín ellen és az Indus folyó menti csata során vereséget mért rá. Dzsalál ad-Dín a folyón túlra, Indiába menekült, Dzsingisz kán pedig visszatért északra.

## Következmények
Miután mindenhol felszámolták az ellenállást, Dzsingisz visszatért Mongóliába, a legnagyobb városokban pedig helyőrséget hagyott. A Hvárezm Birodalom sorsa intő példa volt a közép-ázsiai iszlám országoknak, amelyek hamarosan hasonló sorsra jutottak, a terület pedig jó kiindulási állomás volt a mongol seregeknek, amelyek Ögüdej vezetésével hamarosan a Kijevi Rusz, Lengyelország, illetve Irak, az Ikóniumi Szultanátus és Szíria elfoglalására indultak. 1221-ben a hvárezmi háború befejezését követően a mongolok már Indiába vezettek hadjáratokat, melyek azonban már a 14. századig eltartanak, de a teljes országot nem sikerül leigázniuk.
A Hvárezm elleni hadjárat során merült fel Dzsingisz utódlásának kérdése is, aki már nem volt fiatal a hadjárat megkezdésekor. Négy hivatalos fia mind részt vett a hadjáratban, és mind a négy nagyszerű harcosnak és hadvezérnek bizonyult. A testvérek közötti rivalizálás majdnem elfajult Urgencs ostroma során, és csak Ögüdej kinevezése előzte meg Dzsocsi és Csagatáj összecsapását.
Urgencs elfoglalása után Dzsingisz harmadik fiát, Ögüdejt nevezte ki a következő nagykánnak, míg másik három fia között felosztotta a birodalmat. Dzsocsi az északi és nyugati területeket kapta, ide vonult vissza a hadjárat után, és nem vett részt a további mongol hadjáratokban. Még azt is megtagadta, hogy apja hívására megjelenjen előtte, és halála előtt Dzsingisz azt fontolgatta, hogy megtámadja lázadó fiát. Dzsocsi azonban pár hónappal Dzsingisz előtt meghalt, a támadásra nem került sor, és Dzsocsi fiai, Batu és Berke örökölték a neki szánt területeket. Az általuk alapított Arany Horda foglalta el a Kijevi Ruszt és a többi orosz államot, Kelet-Európa egy részét (közte Magyarországot – ld. tatárjárás) és végül a Mongol Birodalom válságát is okozta. Miután az Ain Dzsálút-i csata során az egyiptomi mameluk császárok serege vereséget mért Hülegü kán (Dzsingisz egyik unokája, Toluj fia) seregére, Hülegü nem tudott bosszút állni, mivel unokatestvére, Berke kán, aki akkor már áttért az iszlám hitre, megtámadta Hülegüt 1262-ben.